# Société à QI élevé

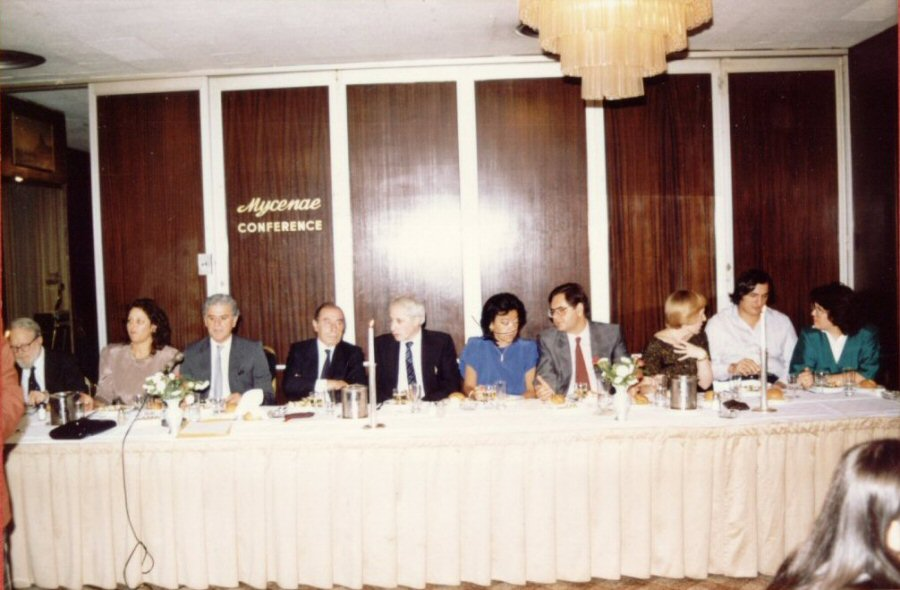
Réunion de Mensa (société à QI élevé la plus ancienne) à Athènes en 1988

Une société à QI élevé est une organisation qui n'accepte que des membres ayant un quotient intellectuel (QI) élevé.
La plus connue, la plus grande et la plus ancienne est Mensa, fondée en 1946 par Lancelot Ware et Roland Berrill (en). D'autres sociétés sont également anciennes comme Intertel (fondée par Ralph Haines en 1966) ou International Society for Philosophical Enquiry (fondée par Christopher Harding en 1974), la Prometheus Society et la Mega Society (fondées par Ronald K. Hoeflin en 1982,).

## Conditions d'entrée
Les sociétés à QI élevé acceptent généralement une variété de tests de QI pour l'adhésion, avec certains des tests étant conçus par les fondateurs de l'organisation, et non validés par des psychologues.
Le score standard le plus élevé rapporté, pour la plupart des tests de QI, s'élève à 160 de QI, qui est à peu près le 99.997e centile. Les scores au-dessus de ce niveau sont souvent douteux,. Les scores de QI élevés sont moins fiables que les scores de QI plus près de la moyenne de la population.

## Exemples de sociétés à QI élevé
Les critères d'entrée pour les sociétés de QI varient considérablement entre les deux types de tests reconnus, et à quel niveau de QI l’adhésion est fixée. La sélectivité de ces sociétés est souvent exprimée en termes de centile, c'est-à-dire du pourcentage de la population générale qui aurait un QI en-dessous du seuil d'admission de la société.
Les deux sociétés les plus anciennes, à savoir Mensa (98e centile) et Intertel (99e centile), acceptent uniquement des résultats de tests psychométriques valides et passés sous supervision officielle,.
D'autres associations relativement anciennes et plus sélectives, telles que l'International Society for Philosophical Enquiry (99,9e centile), la Triple Nine Society (99,9e centile), la Prometheus Society (en) (99,997e centile) et la Mega Society (en) (99,9999e centile) ont historiquement accepté des tests dits high-range (« à plafond élevé ») non supervisés, non étalonnés sur la population générale, et non chronométrés, tels que le Mega Test et le Titan Test, le Langdon Adult Intelligence Test ou le Harding W87.
Ces instruments ont été élaborés par des psychométriciens amateurs (principalement les fondateurs de ces sociétés) pour tenter de mesurer les QI extrêmement élevés, puisque les critères d'entrée de ces associations s'approchaient des limites du mesurable par les tests de QI courants de leur époque,. Dans les années 1990 des réponses à ces tests ont été divulguées sur Internet, et certaines de ces associations n'acceptent plus que les scores des tests supervisés bien reconnus,.
L'acceptation de tests non supervisés ayant été objet de controverses psychométriques et légales,, on peut classer les sociétés les plus anciennes dans trois catégories. On suppose ici la métrique WAIS du QI, c'est-à-dire un score standard avec une moyenne de 100 et un écart-type de 15 points : 

### Les sociétés qui n'ont jamais accepté de tests non supervisés
Top 2 pour cent de la population (98e centile ; 1 de 50 ; QI d'approximativement 131) :
- Mensa International, fondée en 1946, qui regroupe en 2019 plus de 140 000 membres d'environ une centaine de pays[20].

Top 1 pour cent de la population (99e centile ; 1 de 100 ; QI d'approximativement 135) :
- Intertel, fondée en 1966, qui recense environ 1 700 membres[2].

### Les sociétés qui n'acceptent plus les tests non supervisés
Top 0,1 pour cent de la population (99,9e centile ; 1 de 1000 ; QI d'approximativement 146):
- International Society for Philosophical Enquiry, fondée en 1974, avec 600 membres dans 29 pays[21].

- Triple Nine Society, fondée en 1978, elle compte à partir de janvier 2016 1 700 membres de 50 pays[17].

Top 0,003 pour cent de la population (99,997e centile ; 1 de 30 000 ; QI d'approximativement 160) :
- Prometheus Society (en), fondée en 1982, qui comptait environ 120 membres en 2014, mais qui ne compte plus qu'une trentaine de membres actifs en octobre 2020[22].

### Les sociétés qui continuent d'accepter des tests non supervisés
Top 0,0001 pour cent (99,9999e centile ; 1 de 1 000 000 ; QI non standardisé d’approximativement 176) :
- Mega Society (en), fondée en 1982, qui compte 26 membres en 2014 et qui n'accepte que des scores sur des tests non supervisés tels que le Power Test et le Ultra Test de Ronald Hoeflin[24]. Comptant pour membres notamment Richard May, Arnaud Henry Salas-Perez et Marcel Feenstra.